# Saint-Germain-des-Prés (Dordoña)
Saint-Germain-des-Prés es una comuna francesa situada en el departamento de Dordoña, en la región de Nueva Aquitania.

## Demografía
| 606 | 582 | 542 | 537 | 508 | 467 | 462 |
| Para los censos de 1962 a 1999 la población legal corresponde a la población sin duplicidades (Fuente: INSEE [Consultar]) |     |     |     |     |     |     |